# توفت نیوتون
توفت نیوتون (به انگلیسی: Toft Newton) یک روستا و محله مدنی در بریتانیا است که در لیندسی غربی واقع شده‌است. توفت نیوتون ۴۵۷ نفر جمعیت دارد.